# خوان کارلوس الوه
خوان کارلوس الوه (انگلیسی: Juan Carlos Olave؛ زادهٔ ۲۱ فوریهٔ ۱۹۷۶) بازیکن فوتبال اهل آرژانتین است.
از باشگاه‌هایی که در آن بازی کرده‌است می‌توان به باشگاه فوتبال ریور پلاته، باشگاه فوتبال جیمناسیا لاپلاتا، و باشگاه فوتبال رئال مورسیا اشاره کرد.